# 王家声
王家声（1943年12月23日—），贵州毕节人，中国乒乓球运动员和教练，1959年12月加入中国国家队。他曾获得1963年世界乒乓球锦标赛男子团体金牌。